# Хамакар (село)
Хамакар — село в Катангском районе Иркутской области. Относится к Ербогачёнскому муниципальному образованию.

## География
Село находится на реке Нижняя Тунгуска.

## Население
| 2002 | 2010 | 2011 | 2012 |
| ---- | ---- | ---- | ---- |
| 158  | ↘99  | ↘98  | ↘96  |